# 臨洮府
臨洮府（りんとうふ）は、中国にかつて存在した府。金代から清代にかけて、現在の甘粛省定西市一帯に設置された。

## 概要
1142年（皇統2年）、金により熙州が臨洮府に昇格した。臨洮府は臨洮路に属し、狄道・当川・康楽の3県と慶平鎮と景骨城と通谷・渭源・南川・臨洮の4堡を管轄した。
元のとき、臨洮府は陝西等処行中書省に属し、狄道・渭源の2県を管轄した。
明のとき、臨洮府は陝西省に属し、直属の狄道・渭源の2県と蘭州に属する金県と河州、合わせて2州3県を管轄した。
1738年（乾隆3年）、清により臨洮府の府治は蘭州に移転され、臨洮府は蘭州府と改称された。